# 花窗玻璃 シャガールの黙示
『花窗玻璃 シャガールの黙示』（はなまどはり シャガールのもくじ）は、深水黎一郎の日本の推理小説。
講談社ノベルスより書き下ろしで刊行され、第十回本格ミステリ大賞にノミネートされた。その年の黄金の本格にも選出されている。
フランスのランスにあるランス大聖堂を舞台としているが、登場人物の一人が書いたという設定の、作品の大部分を占める作中作は東海散士や黒岩涙香などの文体を髣髴とさせるカタカナを一切使わない文体で書かれている。ちなみに、花窗玻璃とはステンドグラスのこと。なお紋中紋や間テクスト性といった現代文学の技法なども使われ、単なる推理小説の枠を越えた技巧的・文学的にも価値の高い作品となっている。仕掛けの完成度の高さもさることながら、本作の事件を通じて“芸術探偵”へと成長していった少年の物語としても秀逸である。2015年に河出文庫より文庫化される際に『花窗玻璃　天使たちの殺意』と改題された。

## あらすじ
フランス・ランス大聖堂から男性が転落死した。地上81.5メートルにある塔は、出入りができない密室状態で、地元の警察は自殺と断定。だが半年後、また大聖堂で死体が発見される。2人の被害者の共通点は、死の直前に大聖堂の軸上祭室を飾る、シャガールの花窗玻璃を見ていたことなのだが……。

## 登場人物
神泉寺瞬一郎（しんせんじ しゅんいちろう）
芸術一家神泉寺家の末裔で、世界を股にかけるフリーター。作中作の記述者。
海埜（うんの）
瞬一郎の母方の伯父。警視庁捜査一課の警部補。
凱瑟琳（カトリーヌ）
ランスの学生寮の女管理人。寮生から母親のように慕われている。
高緹耶（ゴーチエ）
その前夫。ランス大聖堂の塔から墜落死した。その直前に大聖堂の後ろ陣で、シャガールのステンドグラスをじっと見つめていた。
安妮（アンヌ）
カトリーヌとゴーチエ氏の間の子供。
夏綠蒂（シャルロット）
次女。カトリーヌと2番目の夫の間の子供。
伊莎貝爾（イザベル）
寮に住む画学生。スペインからの留学生。日本製のバイクに乗っている。
克勞德（クロード）
寮に住む学生。気弱で黒縁眼鏡をかけている。
保羅（ポール）
寮に住む学生。コルシカ島出身。人の噂話が好きな冷笑家。
喬治（ジョルジュ）・洛蘭（ローラン）
ランス大学の歴史学の元教授。
讓（ジャン）
大聖堂の近くに屯している浮浪者。
奧古斯特（オーギュスト）
大聖堂の近くに屯している浮浪者。ゴーチエ氏が転落死した夜、大聖堂の上空に天使を見たと言い張る。後日シャガールのステンドグラスの前で、死体となって発見される。
馬汀（マルタン）
ランス警察の刑事